# Lactil (Ort)
Lactil (Laktil) ist ein osttimoresischer Vorort von Bobonaro, im Suco Bobonaro (Verwaltungsamt Bobonaro, Gemeinde Bobonaro). Das Dorf liegt im Norden der Aldeia Lactil, in einer Meereshöhe von 807 m. Nördlich schließt sich Bobonaro an, der Hauptort des Verwaltungsamtes. Das Verwaltungszentrum mit dem Sitz des Verwaltungsamtes, des Sucos und das Schulzentrum liegen in direkter Nachbarschaft von Lactil. Straßen führen nach Süden nach Buigatal und in den Suco Ai-Assa.